# پارک ملی طبیعی لاگونا مکبین اولد پروویدنس
پارک ملی طبیعی لاگونا مکبین اولد پروویدنس (انگلیسی: Old Providence McBean Lagoon National Natural Park) یک پارک ملی در شمال شرقی جزیره پروویدنسیا در مجمع‌الجزایر سن آندرس، پروویدنسیا و سانتا کاتالینا، کلمبیا است.
این پارک یکی از سه پارک ملی در دریای کارائیب کلمبیا است که در قلمرو خود دارای صخره‌های مرجانی هستند. دو پارک دیگر عبارتند از: پارک ملی طبیعی تایرونا و پارک ملی طبیعی مرجان‌های روساریو و سن برناردو.

## مشخصات کلی
مساحت این پارک ۹٫۹۵ کیلومتر مربع (۳٫۸۴ مایل مربع) است (که از این مقدار، ۹٫۰۵ کیلومتر مربع آن دریایی است). این پارک در سال ۱۹۹۵ به عنوان پارک ملی اعلام شد، تا حدی به منظور حفاظت اجتماعی در برابر افزایش فعالیت‌های انسانی از جمله پروژه‌های تایم‌شرینگ که ممکن بود بخش قابل توجهی از جنگل‌های حرای این منطقه را نابود کند.
این پارک دارای اکوسیستم‌های مختلفی است، مانند جنگل‌های حرا، تشکیل‌های مرجانی، بسترهای گیاهان دریایی و ناحیه‌ای کوچک از جنگل‌های خشک استوایی. به دلیل صخره‌های مرجانی رنگارنگ، جزیره پروویدنسیا به "دریای هفت رنگ"، معروف است. جزیره خرچنگ و جزایر سه برادر چهار جزیره کوچک را تشکیل می‌دهند که جزئی از این پارک ملی هستند.
میانگین بارش سالانه این پارک ۳۰۰۰ میلی‌متر است، که بیشترین بارش در ماه‌های اکتبر و نوامبر رخ می‌دهد. از ژانویه تا ژوئن دوره خشکی وجود دارد. میانگین دما ۲۵ درجه سانتی‌گراد و رطوبت نسبی ۷۳٫۳٪ است.
جنگل‌های حرا از ارتفاعات ۳ متر (۹٫۸ فوت) تا ۱۲ متر (۳۹ فوت) متغیر هستند. گونه غالب در این مناطق حرا قرمز (Rhizophora mangle) است و جمعیت‌های کوچکتری از حرا سیاه (Avicennia germinans) و حرا سفید (Laguncularia racemosa) نیز وجود دارند.
در این ناحیه ۷۴ گونه پرنده ثبت شده است. از گونه‌های مهم دریایی می‌توان به Audubon’s shearwater, magnificent frigatebird, brown booby و royal tern اشاره کرد؛ همچنین در دسته‌های غیر دریایی، green heron و bananaquit (Coereba flaveola tricolor) قابل ذکر هستند. مساحت وسیعی از گیاهان دریایی در اطراف لاگون و حاشیه جنگل‌های حرا از گونه‌های Thalassia testudinum و Syringodium filiforme تشکیل شده است.

## گردشگری
مرکز بازدیدکنندگان در Crab Caye با قایق قابل دسترسی است. به دلایل حفاظتی، دسترسی به سایر جزایر کوچک که بخشی از پارک ملی را تشکیل می‌دهند، مجاز نیست.